# Excoecaria antsingyensis
Excoecaria antsingyensis är en törelväxtart som beskrevs av Jacques Désiré Leandri. Excoecaria antsingyensis ingår i släktet Excoecaria och familjen törelväxter.
Artens utbredningsområde är Madagaskar. Inga underarter finns listade i Catalogue of Life.